# مرگ تحت بازداشت

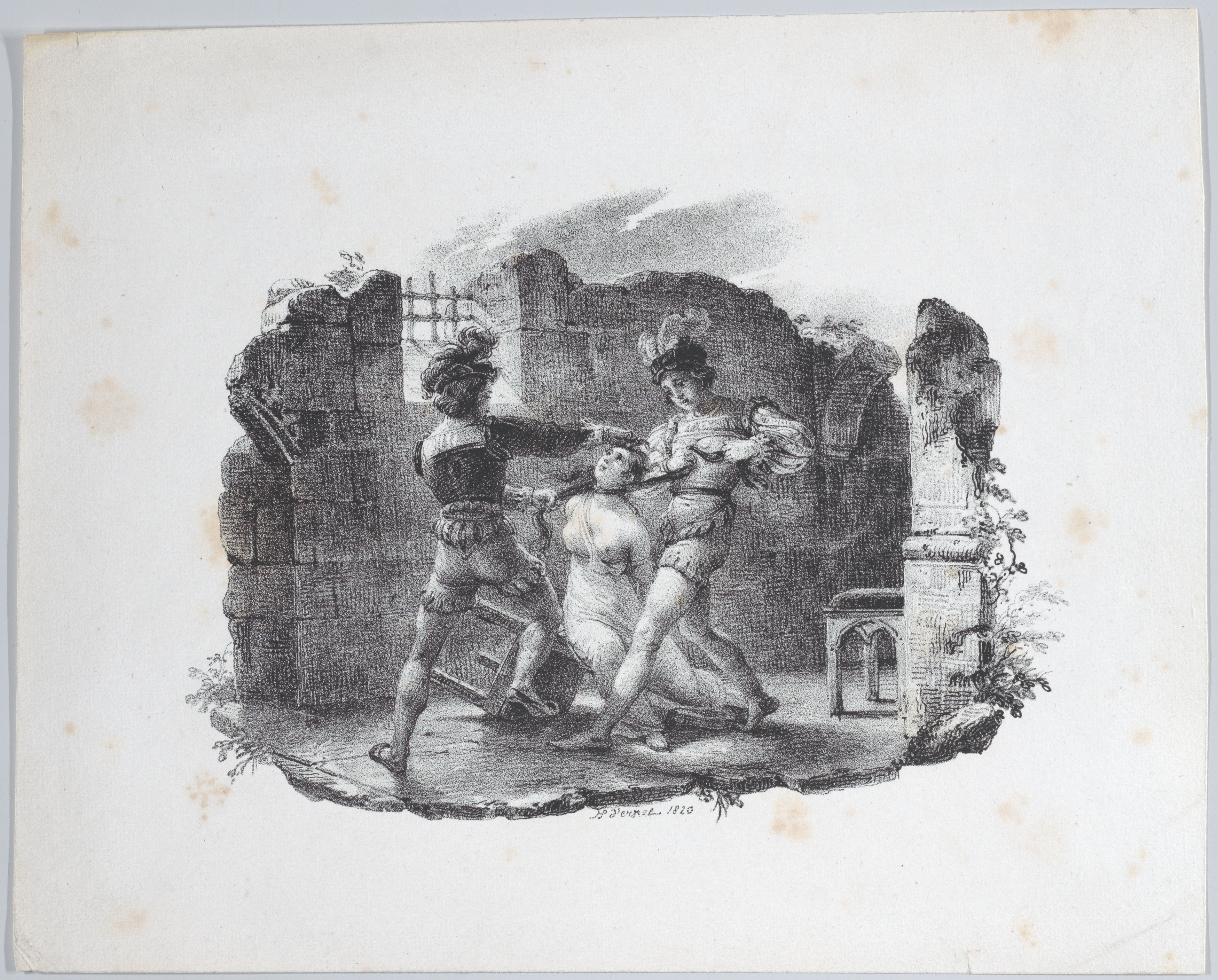
نقاشی مرگ مارگارت بورگوندی در اثر خفه شده در زندان

مرگ در بازداشت، اشاره مرگ شخصی است که در بازداشت پلیس یا مقامات دیگر یا در زندان است. در قرن بیست و یکم، مرگ در زمان بازداشت همچنان موضوعی بحث‌برانگیز است و مقامات اغلب به سوء استفاده، بی‌توجهی، نژادپرستی و پنهان کردن علل این مرگ‌ها متهم می‌شوند.

## بر پایه کشور

### ایالات متحده

#### تعریف بازداشت
لفظ «تحت بازداشت» در پرونده‌های کالیفرنیا در برابر بیهیلر (در خصوص آنچه برای خوانش الزامات حقوق میراندا لازم است بازداشت تلقی می‌شود) و نیز دیگر پرونده‌های دادگاه فدرال در رابطه با حقوق میراندا و تعریف بازداشت مورد بحث قرار گرفته‌است. گرچه حقوق میراندا بازداشت را تقریباً «دستگیری یا محدودیت بر آزادی حرکت» تعریف کرده‌است، زبان محاوره ای در خصوص استفاده از بازداشت ممکن است کمتر محدودکننده باشد و بنابراین گاهی تمایز دادن آن با فرایند دستگیر کردن ممکن است دشوار باشد. علاوه بر

#### تخمین‌ها
بنا بر تخمین دایره آمار دادگستری ۱۷٬۳۵۸ نفر از سال ۲۰۰۷ تا ۲۰۱۰ در بازداشت درگذشته اند. دیگر منابع بر نرخ میزان تلفات در هر ۱۰۰٬۰۰۰ نفر تمرکز کرده‌اند. زندان‌های آمریکا تلفات کل میزان مرگ‌ومیر ۱۲۸ در هر ۱۰۰ هزار نفر، و و در زندان‌ها ۲۶۴ در هر ۱۰ را گزارش کرده‌اند. تفاوت‌هایی در متدلوژی مورد استفاده برای به دست آوردن این آمارها وجود دارد چرا که برخی حوزه‌های قضایی تلفات در حین تلاش برای دستگیری را لحاظ می‌کنند و برخی نه.